# Солид
Солид (лат. solid, множ. solidi), познати и као номисма (грч.  — „ковани новац”) или безант, био је првобитно релативно чист златни новац у касном Римском царству. Под Константином, који га је увео у широким размјерама, имао је тежину од око 4,5 грама. У западној Европи у великој мјери је замијењен током валутне реформе Пипина Малог, којом је увео систем фунта/шилинг/пени на бази сребра. У источној Европи, византијски цареви су постепено умањивали номизму све док га цар Алексије I 1092. није укинуо, замјењујући га хиперпироном, који је такође постао познат као „безант”. Византијски солид је такође првобитно инспирисао мање чист динар који је издавао муслимански калифат.
У касном античком добу и средњем вијеку, солид је функционисао као мјерна јединица за тежину једнака 1⁄72 римске фунте (приближно 4,5 грама).